# Hyaenodon
Hyaenodon ('dents de hiena') és un gènere de mamífer creodont extint de la família dels hienodòntids. Se n'han trobat restes fòssils a Nord-amèrica, l'Àfrica, l'Àsia i Europa.

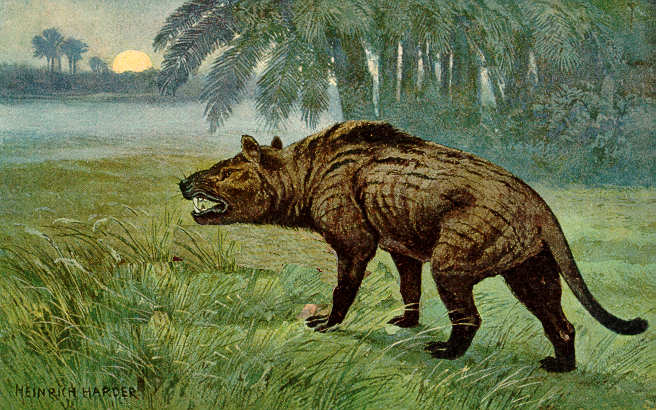
Il·lustració de Heinrich Harder

Aquests animals aparegueren fa uns 40 milions d'anys i van perdurar fins fa uns 20 milions d'anys.
Tenien unes grans mandíbules molt indicades per triturar. Tenien un cap llarg amb un musell estret i uns canins llargs en comparació amb els cap. Tenien un coll més curt que el cap, i un cos gran i robust acabat en una cua llarga.
Per la seva estructura cranial és molt possible que tinguessin un molt bon sentit de l'olfacte, alguns creodonts eren carronyaires encara que d'altres eren depredadors.
La mida de Hyaenodon varia dels 30 cm a l'altura de l'espatlla en les espècies més petites fins a tenir la grandària d'un rinoceront modern. H. gigas era una bèstia d'1,4 m d'alçada a la creu, 3 m de llargada i mitja tona de pes.